# Arcidiocesi di Atlanta
L'arcidiocesi di Atlanta (in latino Archidioecesis Atlantensis) è una sede metropolitana della Chiesa cattolica negli Stati Uniti d'America. Nel 2023 contava 1.195.000 battezzati su 7.805.239 abitanti. È retta dall'arcivescovo Gregory John Hartmayer, O.F.M.Conv.

## Territorio
L'arcidiocesi comprende 69 contee della Georgia settentrionale, negli Stati Uniti d'America: Baldwin, Banks, Barrow, Bartow, Butts, Carroll, Catoosa, Chattooga, Cherokee, Clarke, Clayton, Cobb, Coweta, Dade, Dawson, DeKalb, Douglas, Elbert, Fannin, Fayette, Floyd, Forsyth, Franklin, Fulton, Gilmer, Gordon, Greene, Gwinnett, Habersham, Hall, Hancock, Haralson, Hart, Heard, Henry, Jackson, Jasper, Lamar, Lincoln, Lumpkin, Madison, McDuffie, Meriwether, Monroe, Morgan, Murray, Newton, Oconee, Oglethorpe, Paulding, Pickens, Pike, Polk, Putnam, Rabun, Rockdale, Spalding, Stephens, Taliaferro, Towns, Troup, Union, Upson, Walker, Walton, Warren, White, Whitfield e Wilkes.
Sede arcivescovile è la città di Atlanta, dove si trova la cattedrale di Cristo Re (Christ the King).
Il territorio si estende su 55.521 km² ed è suddiviso in 93 parrocchie.

### Provincia ecclesiastica
La provincia ecclesiastica di Atlanta, istituita nel 1962, si estende sugli Stati americani della Georgia, della Carolina del Nord e della Carolina del Sud, e comprende le seguenti suffraganee:
- diocesi di Charleston
- diocesi di Charlotte
- diocesi di Raleigh
- diocesi di Savannah

## Storia
La diocesi di Atlanta fu eretta il 2 luglio 1956 con la bolla Amplissimas Ecclesias di papa Pio XII, in seguito alla divisione della diocesi di Savannah-Atlanta, che contestualmente riprese l'antica denominazione di "diocesi di Savannah".
Il 10 dicembre 1956, con la lettera apostolica Arctis in rebus, papa Pio XII proclamò la Beata Maria Vergine dal Cuore Immacolato patrona principale della diocesi, e San Pio X patrono secondario.
Il 10 febbraio 1962 è stata elevata al rango di arcidiocesi metropolitana con la bolla Decessorum Nostrorum di papa Giovanni XXIII.

## Cronotassi dei vescovi
Si omettono i periodi di sede vacante non superiori ai 2 anni o non storicamente accertati.
- Francis Edward Hyland † (17 luglio 1956 - 11 ottobre 1961 dimesso[5])
- Paul John Hallinan † (19 febbraio 1962 - 27 marzo 1968 deceduto)
- Thomas Andrew Donnellan † (24 maggio 1968 - 15 ottobre 1987 deceduto)
- Eugene Antonio Marino, S.S.J. † (14 marzo 1988 - 10 luglio 1990 dimesso)
  - James Patterson Lyke, O.F.M. † (10 luglio 1990 - 30 aprile 1991 nominato arcivescovo) (amministratore apostolico)
- James Patterson Lyke, O.F.M. † (30 aprile 1991 - 27 dicembre 1992 deceduto)
- John Francis Donoghue † (22 giugno 1993 - 9 dicembre 2004 ritirato)
- Wilton Daniel Gregory (9 dicembre 2004 - 4 aprile 2019 nominato arcivescovo di Washington)
- Gregory John Hartmayer, O.F.M.Conv., dal 5 marzo 2020

## Statistiche
L'arcidiocesi nel 2023 su una popolazione di 7.805.239 persone contava 1.195.000 battezzati, corrispondenti al 15,3% del totale.
| anno | popolazione | popolazione | popolazione | presbiteri | presbiteri | presbiteri | presbiteri                | diaconi | religiosi | religiosi | parrocchie |
| anno | battezzati  | totale      | %           | numero     | secolari   | regolari   | battezzati per presbitero | diaconi | uomini    | donne     | parrocchie |
| ---- | ----------- | ----------- | ----------- | ---------- | ---------- | ---------- | ------------------------- | ------- | --------- | --------- | ---------- |
| 1959 | 24.414      | 1.808.208   | 1,4         | 109        | 31         | 78         | 223                       |         | 115       | 174       | 26         |
| 1966 | 46.525      | 2.344.845   | 2,0         | 148        | 51         | 97         | 314                       |         | 33        |           | 33         |
| 1970 | 53.329      | 2.584.300   | 2,1         | 110        | 56         | 54         | 484                       |         | 73        | 119       | 34         |
| 1976 | 61.166      | 2.750.000   | 2,2         | 125        | 63         | 62         | 489                       |         | 71        | 199       | 43         |
| 1980 | 99.742      | 3.246.250   | 3,1         | 182        | 93         | 89         | 548                       | 8       | 134       | 191       | 52         |
| 1990 | 159.800     | 3.856.000   | 4,1         | 178        | 81         | 97         | 897                       | 95      | 118       | 157       | 65         |
| 1999 | 311.000     | 4.945.355   | 6,3         | 220        | 121        | 99         | 1.413                     | 136     | 1         | 121       | 69         |
| 2000 | 320.330     | 5.000.000   | 6,4         | 208        | 136        | 72         | 1.540                     | 136     | 73        | 123       | 73         |
| 2001 | 250.999     | 5.241.325   | 4,8         | 215        | 145        | 70         | 1.167                     | 137     | 72        | 119       | 78         |
| 2002 | 321.978     | 5.300.000   | 6,1         | 225        | 161        | 64         | 1.431                     | 146     | 68        | 118       | 77         |
| 2003 | 367.472     | 5.752.854   | 6,4         | 237        | 173        | 64         | 1.550                     | 150     | 66        | 113       | 75         |
| 2004 | 371.139     | 5.904.600   | 6,3         | 232        | 167        | 65         | 1.599                     | 161     | 65        | 102       | 79         |
| 2006 | 368.100     | 5.856.981   | 6,3         | 246        | 171        | 75         | 1.496                     | 198     | 75        | 105       | 83         |
| 2009 | 765.000     | 6.516.000   | 11,7        | 284        | 213        | 71         | 2.693                     | 218     | 76        | 100       | 87         |
| 2010 | 850.000     | 6.887.670   | 12,3        | 280        | 209        | 71         | 3.035                     | 232     | 80        | 81        | 87         |
| 2012 | 863.000     | 7.045.000   | 12,2        | 251        | 219        | 32         | 3.438                     | 242     | 41        | 86        | 88         |
| 2013 | 869.000     | 7.097.000   | 12,2        | 241        | 211        | 30         | 3.605                     | 251     | 39        | 86        | 167        |
| 2014 | 1.000.000   | 7.150.000   | 14,0        | 216        | 186        | 30         | 4.629                     | 246     | 32        | 91        | 167        |
| 2015 | 1.007.000   | 7.200.000   | 14,0        | 218        | 190        | 28         | 4.619                     | 244     | 52        | 86        | 166        |
| 2018 | 1.150.000   | 7.365.000   | 15,6        | 276        | 183        | 93         | 4.166                     | 279     | 94        | 82        | 90         |
| 2020 | 1.180.000   | 7.500.000   | 15,7        | 313        | 177        | 136        | 3.769                     | 271     | 141       | 104       | 92         |
| 2022 | 1.193.800   | 7.725.250   | 15,5        | 273        | 171        | 102        | 4.372                     | 275     | 107       | 103       | 93         |
| 2023 | 1.195.000   | 7.805.239   | 15,3        | 310        | 166        | 144        | 3.854                     | 237     | 170       | 121       | 93         |

## Istituti religiosi
Nel 2016 erano presenti in arcidiocesi le seguenti comunità religiose:
Istituti religiosi femminili
- Ancelle del Sacro Cuore di Gesù
- Figlie di Maria, Madre della Misericordia
- Francescane di Nostra Signora del Rifugio
- Missionarie del Sacro Cuore di Gesù ad Gentes
- Missionarie della Carità
- Ordine della Visitazione di Santa Maria
- Suore ancelle del Cuore Immacolato di Maria
- Suore della misericordia delle Americhe
- Suore di Gesù, di Kkottongnae
- Suore di Nostra Signora del Ritiro al Cenacolo
- Suore di Nostra Signora della carità del Buon Pastore
- Suore di San Giuseppe di Carondelet
- Suore di San Giuseppe di Concordia
- Suore domenicane del Vietnam
- Suore domenicane della Congregazione del Santo Rosario, di Adrian
- Suore domenicane della Congregazione del Santo Rosario, di Sinsinawa
- Suore domenicane della Congregazione di Santa Cecilia
- Suore domenicane di Santa Rosa da Lima, di Hawthorne
- Suore missionarie del Sacro Cuore di Gesù

Istituti religiosi maschili
- Compagnia di Gesù
- Congregazione della Passione di Gesù Cristo
- Fraternità sacerdotale San Pietro
- Legionari di Cristo
- Missionari della Natività di Maria
- Missionari di Nostra Signora di La Salette
- Missionari di San Francesco di Sales d'Annecy
- Missionari figli del Cuore Immacolato di Maria
- Cistercensi della stretta osservanza
- Ordine dei frati minori
- Ordine dei frati minori conventuali
- Ordine dei frati predicatori
- Società di Maria
- Società di Nostra Signora della Santissima Trinità